# Cocconato
Cocconato – miejscowość i gmina we Włoszech, w regionie Piemont, w prowincji Asti.
Według danych na styczeń 2009 gminę zamieszkiwało 1656 osób przy gęstości zaludnienia 98,7 os./1 km².